# ويليام جونز (مجدف)
ويليام جونز (بالإسبانية: William Jones)‏ هو مجدف أوروغواياني، ولد في عقد 1920، وتوفي في 7 أغسطس 2014 في إنفيرنس في الولايات المتحدة.

## وصلات خارجية
- ويليام جونز على موقع الاتحاد الدولي للتجديف (الإنجليزية)
- ويليام جونز على موقع اللجنة الأولمبية الدولية (الإنجليزية)
- ويليام جونز على موقع أوليمبيديا (الإنجليزية)